# Castello di Peyrepertuse
Il castello di Peyrepertuse è un castello situato nel comune di Duilhac-sous-Peyrepertuse, nel dipartimento francese dell'Aude. Esistente nel XIII secolo fu uno dei castelli catari. Dopo la crociata albigese passò in mano francese e fu abbandonato alla fine del XVIII secolo.
Il nome forse deriva dal latino petra pertusi ("pietra forata"), indicando la probabile antichità dell'insediamento. Il sito presenta inoltre tracce di occupazione di epoca romana, risalenti agli inizi del I secolo a.C.

## Storia
La prima menzione del castello risale all'XI secolo. Nel 1070 si trovava in possesso dei conti catalani di Besalù, dai quali passò in seguito (1111) sotto i conti di Barcellona. Fu quindi feudo assegnato al visconte di Narbona.
Nella prima metà del XIII secolo, all'epoca della crociata albigese doveva essere un villaggio fortificato, in corrispondenza della parte intermedia: probabilmente si trattava di case in pietra circondate da un muro e raccolte attorno ad un torrione, come i contemporanei castelli di Montségur e di Cabaret-Lastours. Il signore del castello, Guillaume di Peyrepertuse, dopo essersi arreso senza combattere a Simone di Montfort nel 1217, ai tempi della crociata albigese, fu scomunicato nel 1224 per non aver rispettato i propri impegni. Si arrese nuovamente dopo la resa di Carcassonne e nel 1240 e il castello passò alla Francia, che lo acquistò da Nuño Sánchez, conte di Cerdanya di Rossiglione, reggente insieme al padre Sancho I di Provenza per il re di Aragona Giacomo I.
Nel 1242 Luigi IX vi fece scavare nella roccia la scala di accesso alla parte alta, che porta tuttora il suo nome, e nel 1250-1251 fu costruito il nuovo maschio di San Giorgio, con l'omonima cappella, e restaurato il maschio della "Rocca bassa" e la cappella di Santa Maria, probabilmente preesistenti. Con il trattato di Corbeil del 1258 diviene una delle fortezze reali francesi poste a difesa dei confini con il regno di Aragona.
Nel 1285 offrì rifugio ai notabili della città di Perpignano durante la guerra condotta dal re Filippo III l'Ardito contro il re Pietro III d'Aragona.
Nel 1355 fu restaurato e nel 1367-1368 vi si rifugiò, sotto la protezione del re di Francia Carlo V, Enrico di Transtamare, pretendente al trono di Castiglia, dopo la sconfitta subita nella battaglia di Navaretle.
Nel 1542 Jean de Graves, signore di Sérignan, protestante, si impadronì del castello, ma fu presto sconfitto e condannato a morte.
Dopo il trattato dei Pirenei del 1658, che stabiliva definitivamente il confine tra Spagna e Francia allo spartiacque dei Pirenei, perse di importanza strategica e fu custodito da una guarnigione ridotta, comandata da un ufficiale subalterno. Fu infine abbandonato durante la Rivoluzione francese e venduto nel 1820.
A partire dal 1950 è stato interessato da interventi di restauro e consolidamento. I resti accolgono oggi circa 100.000 visitatori all'anno.

## Descrizione

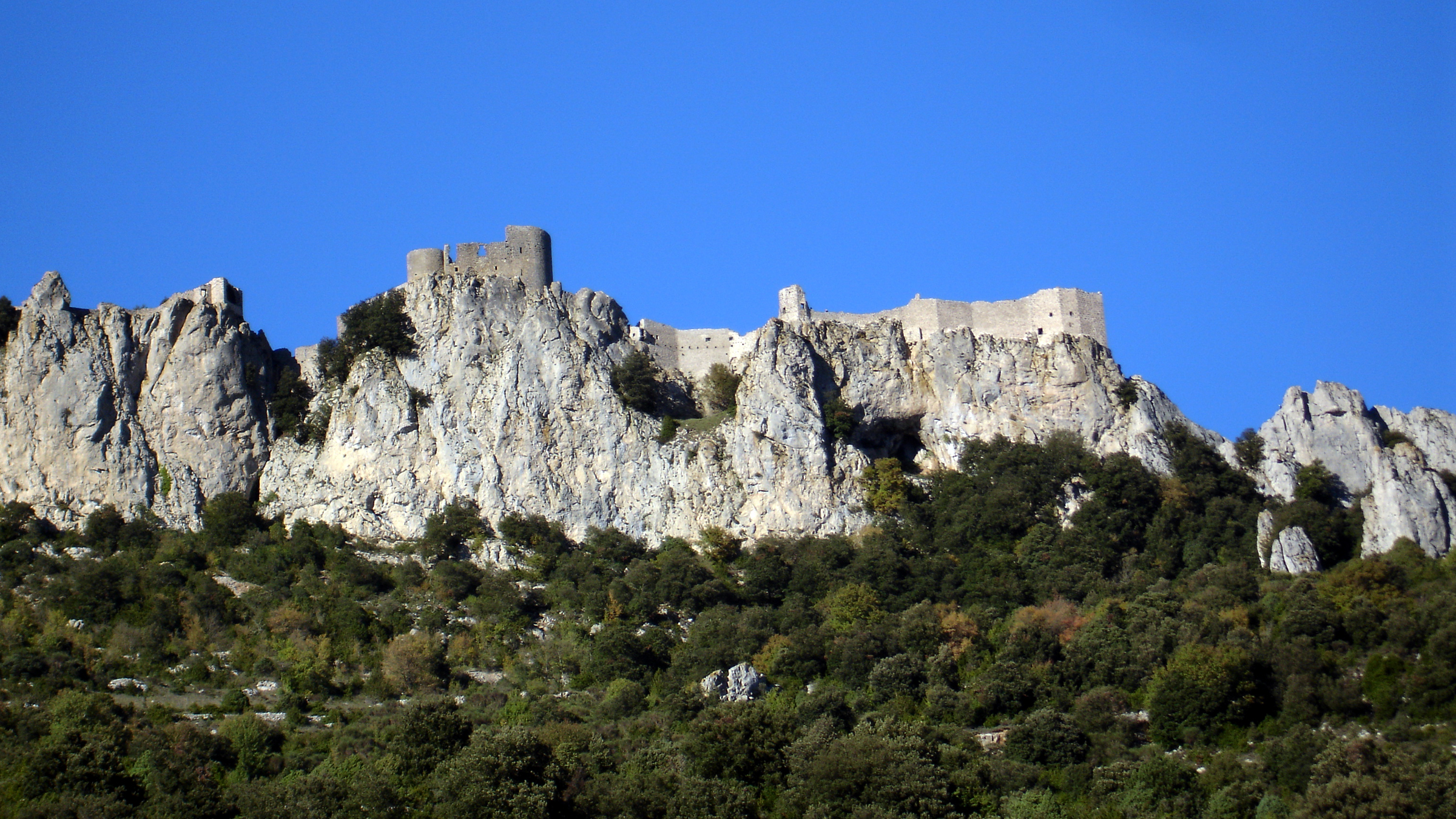
Peyrepertuse, lato sud

La fortezza, posta in cima a una roccia naturale (800 m s.l.m.), sulle cui pareti a strapiombo sono impostate le mura, occupa un'area lunga circa 300 m e larga 60 m, che comprende tutta la sommità della collina. È suddivisa in tre parti: "bassa", "media" e "alta", o "castello di San Jordi" (san Giorgio).
L'accesso è posto a nord, al termine di un ripido sentiero, ed è difeso da un barbacane. La fortezza "bassa" è costituita da una cinta muraria a pianta triangolare, con due torri semicircolari a difesa dell'accesso sul lato settentrionale, lungo 120 m; il bastione triangolare, a tre piani si trova sulla punta, che domina la valle sottostante. All'interno, sul lato meridionale, a strapiombo sulle rocce, si trovavano i magazzini e le latrine. All'angolo sud-ovest si elevano il maschio centrale e la cappella dedicata a Santa Maria, già esistenti durante la fase catara, con una cisterna per l'acqua. Le due strutture sono collegate da un muro che forma una corte interna al castello stesso, da cui si accede, per mezzo di una porta sul lato occidentale alla parte intermedia della fortezza.
La fortezza di "mezzo" è costituita da una cinta muraria che delimita lo spazio dove doveva trovarsi un tempo il villaggio cataro e che consente l'accesso alla parte alta con il "castello di San Giorgio", costituita da un'altra cinta muraria con maschio centrale e ugualmente dotata di una cisterna per la raccolta dell'acqua piovana.